# Walking on Water
Walking on Water è un film del 2002 diretto da Tony Ayres.
È stato proiettato in anteprima nella sezione Panorama della 52ª edizione del Festival di Berlino, aggiudicandosi il Teddy Award come miglior lungometraggio.

## Trama
Gavin, malato terminale di AIDS, ha stretto un patto con i suoi amici più intimi Charlie e Anna: i due dovranno aiutarlo a morire con dignità quando avrà deciso che è arrivato il momento. Ma il giorno stabilito le cose non vanno secondo i piani, Charlie va nel panico e la morte di Gavin è tutt'altro che "dolce". La tensione venutasi a creare si ripercuote sull'amicizia tra Charlie e Anna e la situazione si complica ulteriormente quando giungono i familiari dell'amico.

## Distribuzione
Dopo l'anteprima del 10 febbraio 2002 al Festival di Berlino, il film è stato distribuito in Australia dal successivo 26 settembre. Nel resto del mondo ha avuto una distribuzione limitata e in alcuni Paesi, tra cui Germania e Francia, è uscito direttamente nell'edizione DVD, mentre è stato mostrato in numerose manifestazioni internazionali.

### Festival internazionali
- Festival internazionale del cinema di Berlino – 10 febbraio 2002
- Commonwealth Film Festival – 4 luglio 2002
- BFI Flare: London LGBT Film Festival – 15 aprile 2003
- Boston Gay and Lesbian Film Festival – 11 maggio 2003
- Inside Out Film and Video Festival – 20 maggio 2003
- Image+Nation – 26 settembre 2003
- Pittsburgh International Lesbian and Gay Film Festival – 24 ottobre 2003
- Meet Australia – 15 novembre 2003
- Australian Film Festival – 19 settembre 2004
- Copenhagen Gay and Lesbian Film Festival – 21 ottobre 2004
- Febiofest – 1º aprile 2005
- Berlinale in Athens Film Festival – 3 aprile 2005
- Australian Film Festival – 15 ottobre 2006
- New Horizons Film Festival – 20 luglio 2007

## Critica
Il sito Rotten Tomatoes riporta l'83% di recensioni professionali con giudizio positivo e un voto medio di 6,9 su 10.
- Bill Chambers (Film Freak Central): «Un'esperienza visiva avvincente e dolcemente devastante».[4]
- Liz Braun (Jam! Movies): «Un dramma splendidamente scritto che crepita di humor nero».[5]
- Dennis Schwartz (Ozus' World Movie Reviews): «Un dramma sinceramente commovente e saggiamente spassionato».[6]
- Erin Free (Filmink): «Il tipo di soggetto che un regista meno esperto avrebbe trattato goffamente, ma Ayres fa in ogni momento le scelte giuste».[5]
- Andrew L. Urban (Urban Cinefile): «Walking on Water è un appassionante saggio sulla condizione umana».[7]

## Riconoscimenti
- 2002 – Festival internazionale del cinema di Berlino
Teddy Award per il miglior lungometraggio a Tony Ayres
Premio dei lettori di Siegessäule a Tony Ayres
- 2002 – Australian Film Institute Awards
Miglior attrice protagonista a Maria Theodorakis
Miglior attrice non protagonista a Judi Farr
Miglior attore non protagonista a Nathaniel Dean
Migliore sceneggiatura originale a Roger Monk
Miglior montaggio a Reva Childs
Candidatura per il miglior regista a Tony Ayres
Candidatura per il miglior attore protagonista a Vince Colosimo
Candidatura per la migliore colonna sonora a Antony Partos
Candidatura per il miglior sonoro a Liam Egan, Robert Sullivan, Delia McCarthy e Jenny T. Ward
- 2002 – Film Critics Circle of Australia Awards
Miglior attrice protagonista a Maria Theodorakis
Migliore sceneggiatura originale a Roger Monk
Candidatura per il miglior film a Tony Ayres
Candidatura per il miglior attore protagonista a Vince Colosimo
Candidatura per la miglior attrice non protagonista a Judi Farr
Candidatura per il miglior montaggio a Reva Childs
- 2002 – Inside Film Awards
Migliore sceneggiatura a Roger Monk
Candidatura per il miglior film a Liz Watts
Candidatura per il miglior attore protagonista a Vince Colosimo
Candidatura per la miglior attrice protagonista a Maria Theodorakis
Candidatura per il miglior regista a Tony Ayres
Candidatura per la migliore colonna sonora a Antony Partos

## Colonna sonora
Oltre a composizioni del musicista australiano Antony Partos, la colonna sonora include brani di Gill Paradox (Dr. Who, The Doors e Lilu), Coco (Voodoo), Antonio Gambale (Spandex e Trinity), The Wiggles (Head, Shoulders, Knees and Toes) e The Church (Under the Milky Way, anche nella versione eseguita da Sarah McGregor).